# Alkimist (roman)
Alkimist je naslov romana, ki ga je napisal brazilski pisatelj Paulo Coelho. Izšel je leta 1988 pod izvirnim naslovom »O Alquimista«. Alkimist je postal svetovna uspešnica ter najuspešnejše Coelhovo delo. Roman je prevedla v slovenščino Blažka Müller.
Gre za simbolično spiritualistično zgodbo, ki želi bralca prepričati, da naj sledi svojim sanjam.

## Vsebina
Mlad Andaluzijec Jakob je želel potovati. Zato je zavrnil tudi očetovo željo, da bi postal duhovnik ter se odločil, da bo ovčar in da bo s svojimi ovcami potoval naokoli. Ker je nato večkrat sanjal o otroku, ki mu kaže zaklad pri egipčanskih piramidah, se je odločil prodati svojo čredo in obiskati Egipt. Na popotovanju v Egipt je spoznal kralja, prodajalca kristalnih izdelkov in angleškega mladeniča, ki je želel v Egiptu odkriti alkimistično skrivnost - kamen modrosti, ki vse spreminja v zlato. Med potovanjem Jakoba okradejo, bojuje se pa tudi z velikimi notranjimi dvomi ter občasnimi občutki zmagoslavja. Na poti je pozoren na znamenja, ki ga vodijo. V oazi, kjer se je Jakob s karavano ustavil, je srečal svojo veliko ljubezen ter modrega alkimista, ki mu je dokončno pomagal do piramid. Ko je prispel do piramid, je ugotovil, da je zaklad skrit v Španiji na mestu, kjer je sanjal sanje o zakladu. Hkrati pa je spoznal, da tistemu, ki verjame v svoje sanje in jih uresničuje, življenje stoji ob strani in da v svetovni duši vse povezuje ljubezen.

## Podatki o prevodu
Paulo Coelho: Alkimist, Valentina Novak Smej, 1995 (1999 - 8. natis), Ljubljana, ISBN 0619010566